# Römischer Steinbruch Sutilija
Der römische Steinbruch Sutilija war ein Kalkstein-Bergwerk nahe dem heutigen kroatischen Dorf Seget Gornji in der Gemeinde Seget, unweit der Stadt Trogir, Gespanschaft Split-Dalmatien. In ihm wurde während der römischen Zeit Kalkstein abgebaut.
Der Steinbruch liegt an den östlichen Hängen des Hügels Sutilija, wo Spuren des Abbaus von Steinblöcken noch zu sehen sind. Der Stein von diesem Ort war in der Antike wichtig, wie Plinius der Ältere feststellte. Plinius schrieb, dass die römische Stadt Tragurium (Trogir) für den Stein bekannt war („Tragurium, civium Romanorum marmore notum“).
In Sutilija wurden verschiedene antike römische Artefakte gefunden, darunter drei Opferaltäre für Herakles, dessen letztes Exemplar 1999 in der Nähe des Ausgangskorridors des römischen Steinbruchs gefunden wurde. Dieses Stück wurde spätestens in die erste Hälfte des 1. Jahrhunderts datiert. Neben dieser Stelle gibt es auch Funde prähistorischer lokaler Keramik sowie Amphoren.
Am 30. September 2007 wurde das Bauwerk Sutilija, einschließlich Steinbruch, als unbewegliches Kulturerbe mit dem rechtlichen Status „geschütztes Kulturgut“ eingestuft und zusammen mit der Kirche St. Elias, die sich auf der Spitze des Hügels befindet, unter der Nummer Z-3256 als „archäologisches Erbe“ registriert.